# Freygeirr
Freygeirr (norreno orientale: FrøygæiRR, svedese moderno: Fröger) (fl. XI secolo) è stato un capo vichingo che probabilmente guidò una spedizione di leidang..

## Biografia
È considerato attivo nel decennio del 1050 sulle coste del mar Baltico, ed è stato identificato su sei diverse pietre runiche: Gs 13, DR 216, U 518, U 611, U 698 e U 1158.
Sulla pietra Gs 13, si dice che Freygeirr era il capo di una spedizione che raggiunse la Tavastia:
Gs 13: Brúsi fece erigere questa pietra in memoria di Egill, suo fratello. Ed egli morì in Tafeistaland, quando Brúsi portò (= guidò?) i levy(?) (= esercito) di terra in memoria di suo fratello. Egli viaggiò con Freygeirr. Possano Dio e la madre di Dio aiutare la sua anima. Sveinn e Ásmundr, scrissero.
In Danimarca si trova una pietra eretta in memoria di un guerriero che morì in Svezia mentre faceva parte di un gruppo di uomini tra cui c'era Friggir o Freygeirr:
DR 216: Ástráðr e Hildungr/Hildvígr/Hildulfr eressero questa pietra in memoria di Fraði/Freði, loro parente. Ed egli era allora il terrore(?) degli uomini. Ed egli morì in Svezia e fu quindi il primo(?) nel(?) seguito(?) di Friggir(?) e quindi: di tutti i Vichinghi.
Le U 698 e U 611 sono state create in memoria di due uomini che morirono al seguito di un lord della guerra il cui nome è stato ricostruito dai runologisti come Freygeirr:
U 698: [...] fece erigere questa pietra in memoria di Ásgeirr, suo figlio. Egli morì a Lífland, nel seguito di Freygeirr(?).
U 611: Bjôrn e Steinfríðr fecero erigere questa pietra in memoria di Gísli. Egli morì nel seguito di Freygeirr(?).
C'è anche una pietra runica sulla quale si specifica dove morì Freygeirr, si tratta della U 518:
U 518: Þorgerðr e Sveinn, fecero erigere questa pietra in memoria di Ormgeirr e Ormulfr e Freygeirr. Egli trovò la morte nella baia di Chenotet (Selaön), e gli altri all'estero in Grecia. Possa Dio aiutare i loro spiriti e le loro anime. ("Grecia" era il termine scandinavo per definire l'impero bizantino)
Il progetto Rundata pone il luogo di morte di Freygeir vicino all'isola di Selaön nel lago Mälaren. Secondo un'altra teoria le rune isilu rappresenterebbero *isi[s]la e andrebbero trascritte come *ī ey-sȳsla, ovvero "ad Ösel" (Saaremaa).
Un'altra pietra di quelle che citano Freygeirr fu eretta dai suoi figli:
U 1158: Guðsteinn(?) e Eistr e ... ed Áki fecero erigere questa pietra in memoria di Freygeirr, loro padre. Lífsteinn incise queste rune.
Omeljan Pritsak sottolinea il fatto che il figlio di Freygeir si chiamava Eistr ("Estone") e collega il nome alle attività di Freygeir dall'altra parte del mar Baltico. Ipotizza anche che la morte di Freygeir sia avvenuta durante una spedizione congiunta di Svedesi e Rus' di Kiev contro gli Estoni di Saaremaa.